# ConIFA Wereldkampioenschap voetbal 2016

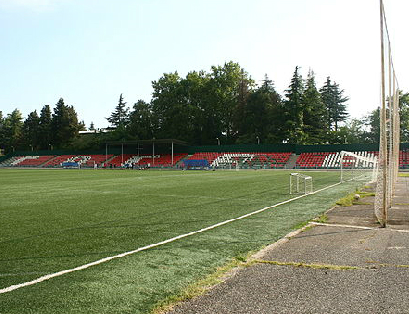
Daur Akhvlediani Stadion.

Het ConIFA Wereldkampioenschap voetbal 2016 vond plaats van 28 mei tot en met 6 juni in Gagra en Soechoemi, steden in de Georgische afscheidingsrepubliek Abchazië. Dit was de tweede editie van dit kampioenschap voor landenteams die geen lid kunnen worden van de FIFA en/of geen erkend land zijn. De overkoepelende ConIFA (Confederation of Independent Football Associations) organiseerde het toernooi in samenwerking met de voetbalbond van het als gastland optredende Abchazië. De Georgische autoriteiten hadden geen bemoeienis met de organisatie van dit evenement.
Abchazië won dit kampioenschap door in de finale te winnen van British Punjabis (1-1, strafschoppen 6-5).

## Speelstad
| Stad      | Stadion                 | Capaciteit |
| --------- | ----------------------- | ---------- |
| Soechoemi | Dinamostadion           | 4.300      |
| Gagra     | Daur Akhvledianistadion | 1.500      |

## Eerste ronde

### Groep A
| Team           | Pts | Pld | W | D | L | GF | GA | GD  |
| -------------- | --- | --- | - | - | - | -- | -- | --- |
| Abchazië       | 6   | 2   | 2 | 0 | 0 | 10 | 0  | +10 |
| West-Armenië   | 3   | 2   | 1 | 0 | 1 | 12 | 1  | +11 |
| Chagosarchipel | 0   | 2   | 0 | 0 | 2 | 0  | 21 | -21 |

|             | |           |                |                          |
| 29 mei 2016 | Abchazië | 9-0       | Chagosarchipel | Dinamostadion, Soechoemi |
| 29 mei 2016 | Dmitri Kortava 18' Vladimir Argun 19' Dmitri Akhba 34' Albert Prus 39', 43' Ruslan Shonoya 47', 57' Astamur Tarba 50' Victor Pimpia 88' | (verslag) |                | Dinamostadion, Soechoemi |

|             | |           |                |                          |
| 30 mei 2016 | West-Armenië | 12-0      | Chagosarchipel | Dinamostadion, Soechoemi |
| 30 mei 2016 | David Ghandilyan 3', 20', 30', 34', 45', 53' Tamaz Avolyan 55' Armen Kapikyan 58', 81' Ruslan Trabzon 64' Vahagn Militosyan 69' Hirac Yagan 73' | (verslag) |                | Dinamostadion, Soechoemi |

|             |                   |           |              |                          |
| 31 mei 2016 | Abchazië          | 1-0       | West-Armenië | Dinamostadion, Soechoemi |
| 31 mei 2016 | Dmitri Kortava 9' | (verslag) |              | Dinamostadion, Soechoemi |

### Groep B
| Team            | Pts | Pld | W | D | L | GF | GA | GD |
| --------------- | --- | --- | - | - | - | -- | -- | -- |
| Koerdistan      | 6   | 2   | 2 | 0 | 0 | 6  | 0  | +6 |
| Zainichi Korian | 3   | 2   | 1 | 0 | 1 | 1  | 3  | -2 |
| Szeklerland     | 0   | 2   | 0 | 0 | 2 | 0  | 4  | -4 |

|             |                                                      |           |             |                          |
| 29 mei 2016 | Koerdistan                                           | 3-0       | Szeklerland | Dinamostadion, Soechoemi |
| 29 mei 2016 | Farhang Wriya 34' Farahan Shakor 55' Hunar Ahmed 73' | (verslag) |             | Dinamostadion, Soechoemi |

|             |                  |           |             |                          |
| 30 mei 2016 | Zainichi Korian  | 1-0       | Szeklerland | Dinamostadion, Soechoemi |
| 30 mei 2016 | Lee Son-Chon 60' | (verslag) |             | Dinamostadion, Soechoemi |

|             |                                                   |           |                 |                          |
| 31 mei 2016 | Koerdistan                                        | 3-0       | Zainichi Korian | Dinamostadion, Soechoemi |
| 31 mei 2016 | Diyar Rahman 27' Miran Khesro 45' Hunar Ahmad 73' | (verslag) |                 | Dinamostadion, Soechoemi |

### Groep C
| Team         | Pts | Pld | W | D | L | GF | GA | GD  |
| ------------ | --- | --- | - | - | - | -- | -- | --- |
| Noord-Cyprus | 6   | 2   | 2 | 0 | 0 | 9  | 1  | +8  |
| Padanië      | 3   | 2   | 1 | 0 | 1 | 7  | 2  | +5  |
| Raetia       | 0   | 2   | 0 | 0 | 2 | 0  | 13 | -13 |

|             |                               |           |                      |                                |
| 29 mei 2016 | Noord-Cyprus                  | 2-1       | Padanië              | Daur Akhvledianistadion, Gagra |
| 29 mei 2016 | Ünal Kaya 62' Halil Turan 67' | (verslag) | 48' Matteo Prandelli | Daur Akhvledianistadion, Gagra |

|             |                                                                   |           |        |                                |
| 30 mei 2016 | Padanië                                                           | 6-0       | Raetia | Daur Akhvledianistadion, Gagra |
| 30 mei 2016 | Mercorillo Nicolo Rota Andrea Prandelli Matteo 21', 35', 54', 61' | (verslag) |        | Daur Akhvledianistadion, Gagra |

|             |                                                                                      |           |        |                                |
| 31 mei 2016 | Noord-Cyprus                                                                         | 7-0       | Raetia | Daur Akhvledianistadion, Gagra |
| 31 mei 2016 | Turan Halil 81', 87' Sadiklar Hüseyin 73' Ekingen Tansel 60' Sonay Esin 5', 13', 48' | (verslag) |        | Daur Akhvledianistadion, Gagra |

### Groep D
| Team             | Pts | Pld | W | D | L | GF | GA | GD  |
| ---------------- | --- | --- | - | - | - | -- | -- | --- |
| British Punjabis | 6   | 2   | 2 | 0 | 0 | 6  | 0  | +6  |
| Saami            | 3   | 2   | 1 | 0 | 1 | 5  | 1  | +4  |
| Somaliland       | 0   | 2   | 0 | 0 | 2 | 0  | 10 | -10 |

|             | |           |            |                                |
| 29 mei 2016 | Saami | 5-0       | Somaliland | Daur Akhvledianistadion, Gagra |
| 29 mei 2016 | Lars Iver Strand 15' Jarkko Lahdenmäki 50' Jon Steinar Eriksen 60' Stein Arne Mannsverk 70' Hans Åge Yndestad 80' | (verslag) |            | Daur Akhvledianistadion, Gagra |

|             |                  |           |       |                                |
| 30 mei 2016 | British Punjabis | 1-0       | Saami | Daur Akhvledianistadion, Gagra |
| 30 mei 2016 | Gurjit Singh 8'  | (verslag) |       | Daur Akhvledianistadion, Gagra |

|             |                                                               |           |            |                                |
| 31 mei 2016 | British Punjabis                                              | 5-0       | Somaliland | Daur Akhvledianistadion, Gagra |
| 31 mei 2016 | Amar Purewal 30', 67', 80' Arjun Purewal 38' Gurjit Singh 74' | (verslag) |            | Daur Akhvledianistadion, Gagra |

## Knock-outfase

### Kwartfinales
|             |               |              |                 |                          |
| 1 juni 2016 | Noord-Cyprus  | 1-1 ns (4-2) | Zainichi Korian | Dinamostadion, Soechoemi |
| 1 juni 2016 | Unal Kaya 31' | (verslag)    | 54' On Song-Tae | Dinamostadion, Soechoemi |

|             |                         |           |       |                          |
| 1 juni 2016 | Abchazië                | 2-0       | Saami | Dinamostadion, Soechoemi |
| 1 juni 2016 | Dmitri Kortava 35', 73' | (verslag) |       | Dinamostadion, Soechoemi |

|             |                           |           |                                  |                          |
| 2 juni 2016 | British Punjabis          | 3-2       | West-Armenië                     | Dinamostadion, Soechoemi |
| 2 juni 2016 | Amar Pureval 2', 36', 44' | (verslag) | 67' Tamaz Avolian 79' Raffi Kaya | Dinamostadion, Soechoemi |

|             |                                    |              |                                                     |                          |
| 2 juni 2016 | Padanië                            | 2-2 ns (7-6) | Koerdistan                                          | Dinamostadion, Soechoemi |
| 2 juni 2016 | Luca Ferri 13' Marco Garavelli 71' | (verslag)    | 22' (csc) Matteo Prandelli 25' Jassim Mohammed Haji | Dinamostadion, Soechoemi |

### Halve finales
|             |                                   |           |              |                          |
| 4 juni 2016 | Abchazië                          | 2-0       | Noord-Cyprus | Dinamostadion, Soechoemi |
| 4 juni 2016 | Levan Logua 9' Ruslan Shoniya 69' | (verslag) |              | Dinamostadion, Soechoemi |

|             |                  |           |         |                          |
| 4 juni 2016 | British Punjabis | 1-0       | Padanië | Dinamostadion, Soechoemi |
| 4 juni 2016 | Jhai Dhillon 76' | (verslag) |         | Dinamostadion, Soechoemi |

### Wedstrijd voor 3e plaats
|             |                                    |           |         |                                |
| 5 juni 2016 | Noord-Cyprus                       | 2-0       | Padanië | Daur Akhvledianistadion, Gagra |
| 5 juni 2016 | Halil Turan 50' Tansel Ekingen 79' | (verslag) |         | Daur Akhvledianistadion, Gagra |

### Finale
|             |                    |              |                  |                          |
| 5 juni 2016 | Abchazië           | 1-1 ns (6-5) | British Punjabis | Dinamostadion, Soechoemi |
| 5 juni 2016 | Ruslan Shoniya 88' | (verslag)    | 57' Amar Purewal | Dinamostadion, Soechoemi |

| 2016 Wereldkampioenschap kampioen |
| --------------------------------- |
| ABCHAZIE Eerste titel             |

## Plaatsingswedstrijden

### Eerste ronde
|             |                                                                                              |           |        |                                |
| 2 juni 2016 | Szeklerland                                                                                  | 7-0       | Raetia | Daur Akhvledianistadion, Gagra |
| 2 juni 2016 | Hodgyai László 16', 65', 84' Jozsef Gazda 34' Denes Csiki 45' Ákos Kovacs 55' Mate Peter 91' | (verslag) |        | Daur Akhvledianistadion, Gagra |

|             |            |     |                |                                |
| 2 juni 2016 | Somaliland | 3-2 | Chagosarchipel | Daur Akhvledianistadion, Gagra |
| 2 juni 2016 | (verslag)  |     |                | Daur Akhvledianistadion, Gagra |

|             |              |              |            |                          |
| 3 juni 2016 | West-Armenië | 0-0 ns (6-5) | Koerdistan | Dinamostadion, Soechoemi |
| 3 juni 2016 | (verslag)    |              |            | Dinamostadion, Soechoemi |

|             |                                                  |           |                 |                          |
| 3 juni 2016 | Saami                                            | 2-1       | Zainichi Korian | Dinamostadion, Soechoemi |
| 3 juni 2016 | Yndestad Hans-Åge 9' Jannok Gällivare Mikael 61' | (verslag) | 2' Kim Su-Yong  | Dinamostadion, Soechoemi |

### Tweede ronde
11e/12e plaats
|             |           |              |                |                                |
| 3 juni 2016 | Raetia    | 3-3 ns (3-2) | Chagosarchipel | Daur Akhvledianistadion, Gagra |
| 3 juni 2016 | (verslag) |              |                | Daur Akhvledianistadion, Gagra |

9e/10e plaats
|             |                                                                                         |           |            |                                |
| 3 juni 2016 | Szeklerland                                                                             | 10-3      | Somaliland | Daur Akhvledianistadion, Gagra |
| 3 juni 2016 | Petru Silion ?', ?', ?' Barna Vekas ?', ?', ?', ?' Hodgyai László ?', ?' István Hadnagy | (verslag) |            | Daur Akhvledianistadion, Gagra |

7e/8e plaats
|             |                   |              |            |                                |
| 4 juni 2016 | Zainichi Korian   | 1-1 ns (4-2) | Koerdistan | Daur Akhvledianistadion, Gagra |
| 4 juni 2016 | An Suug-Tae 90+5' | (verslag)    | 80'        | Daur Akhvledianistadion, Gagra |

5e/6e plaats
|             |           |     |              |                                |
| 4 juni 2016 | Saami     | 3-0 | West-Armenië | Daur Akhvledianistadion, Gagra |
| 4 juni 2016 | (verslag) |     |              | Daur Akhvledianistadion, Gagra |

## Topscorers
| 7 doelpunten Amar Purewal 6 doelpunten David Ghandilyan 5 doelpunten Matteo Prandelli Dmitri Kortava Hodgyai László 4 doelpunten Halil Turan Ruslan Shoniya Barna Vekas 3 doelpunten Esin Sonay Petru Silion 2 doelpunten Albert Prus Armen Kapikiyan Tamaz Avolian Hunar Ahmed Gurjit Singh Ünal Kaya Tansel Ekingen |  | 1 doelpunt Vladimir Argun Dmitri Akhba Astamur Tarba Victor Pimpia Levan Logua Massis Kaya Ruslan Trapizoyan Vahagn Militosyan Hiraç Yagan Farhang Wriya Harhan Shakor Diyar Rahman Miran Khesro Jassim Mohammed Haji Lee Son Chon Song Tae On Kim Su-Yong An Suug-Tae Andrea Rota Nicolo Mercorillo Luca Ferri Marco Caravelli Hüseyin Sadiklar Lars Iver Strand Jarkko Lahdenmäkl Jon Steiner Eriksen Stein Arne Mannsverk Hans Age Yndestad Jørgen Nilsen Jerijärvi Arjun Purewal Omar Rio Riaz Moebarik Mohamad István Hadnagy Mate Peter Denis Csiki Ákos Kovacs Jozsef Gazda Eigendoelpunt Matteo Prandelli |